# Eleccions legislatives luxemburgueses de 1974
Les eleccions legislatives luxemburgueses de 1974 se celebraren el 26 de maig de 1974, per a renovar els 59 membres de la Cambra de Diputats de Luxemburg. Va vèncer el Partit Popular Social Cristià en nombre de diputats, però es formà un govern de coalició entres socialistes i demòcrates presidit per Gaston Thorn, i va passar a l'oposició.

## Resultats
| ← Eleccions legislatives luxemburgueses, 1974 → |                                            |      |            |        |            |
| Partit                                          | Partit                                     | %    | Diferència | Escons | Diferència |
|                                                 | Partit Popular Social Cristià (CSV)        | 27,6 | -7,6       | 18     | -3         |
|                                                 | Partit Socialista dels Treballadors (LSAP) | 29,3 | -3,1       | 17     | -1         |
|                                                 | Partit Democràtic (DP)                     | 22,2 | +4,7       | 14     | +3         |
|                                                 | Partit Comunista de Luxemburg (KPL)        | 10,5 | -5,1       | 5      | -1         |
|                                                 | Socialdemòcrates                           | 9,2  |            | 5      |            |
|                                                 | Altres                                     | 1,3  | +0,9       | 0      | =          |
| Total                                           | Total                                      |      |            | 59     | —          |
| Font: Centre Informatique de l'État             |                                            |      |            |        |            |